# Ле-Мениль-Патри
Ле-Мени́ль-Патри́ (фр. Le Mesnil-Patry) — коммуна во Франции, находится в регионе Нижняя Нормандия. Департамент коммуны — Кальвадос. Входит в состав кантона Тийи-сюр-Сёль. Округ коммуны — Кан.
Код INSEE коммуны — 14423.

## История
На востоке коммуны 11 июня 1944 прошла битва за Ле-Мениль-Патри между 12-й танковой дивизией СС «Гитлерюгенд» и объединёнными силами 3-й Канадской дивизией и 2-й Канадской противотанковой бригадой.

## Население
Население коммуны на 2010 год составляло 299 человек.
| 1962 | 1968 | 1975 | 1982 | 1990 | 1999 | 2010 |
| ---- | ---- | ---- | ---- | ---- | ---- | ---- |
| 107  | 116  | 122  | 102  | 160  | 217  | 299  |

## Экономика
В 2010 году среди 197 человек трудоспособного возраста (15—64 лет) 148 были экономически активными, 49 — неактивными (показатель активности — 75,1 %, в 1999 году было 80,3 %). Из 148 активных жителей работали 140 человек (74 мужчины и 66 женщин), безработных было 8 (2 мужчин и 6 женщин). Среди 49 неактивных 26 человек были учениками или студентами, 9 — пенсионерами, 14 были неактивными по другим причинам.